# Macaranga advena
Macaranga advena är en törelväxtart som beskrevs av Ferdinand Albin Pax och Käthe Hoffmann. Macaranga advena ingår i släktet Macaranga och familjen törelväxter. Inga underarter finns listade i Catalogue of Life.